# Jdànovo
Jdànovo (en rus: Жданово) és un poble de l'óblast de Nijni Nóvgorod, a Rússia, segons el cens del 2010 tenia 250 habitants, pertany al municipi de Tenekàievo.